# 梅赫达瓦尔
梅赫达瓦尔（Mehdawal），是印度北方邦Sant Kabir Nagar县的一个城镇。总人口24683（2001年）。

## 人口
该地2001年总人口24683人，其中男性12914人，女性11769人；0—6岁人口4467人，其中男2363人，女2104人；识字率47.62%，其中男性为57.39%，女性为36.89%。